# Monodonta lineata
Monodonta lineata är en snäckart. Monodonta lineata ingår i släktet Monodonta och familjen pärlemorsnäckor. Inga underarter finns listade i Catalogue of Life.

## Bildgalleri

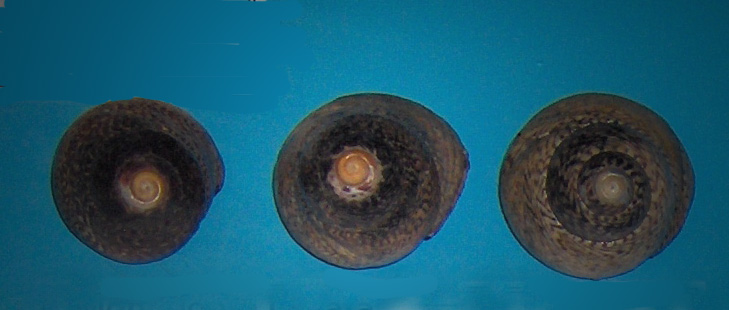